# Espiral Maior
Espiral Maior és una editorial gallega fundada el 1991 i dirigida aleshores pel poeta Miguel Anxo Fernán-Vello. En 1994 es va constituir en societat de responsabilitat limitada.

## Trajectòria
Encara que també aplega gèneres com la narrativa i el teatre, la seva activitat principal és l'edició de poesia, gèneres del que en porta editats més de dos-cents títols. Des de la seva fundació l'editorial publica bona part dels premis de poesia dels concellos i associacions gallegues,comptant també amb el seu propi premi, el Premi Espiral Maior de Poesia, convocat des de 1992 obert des de l'any 2006 a obres en portuguès. la col·lecció principal de poesia es caracteritza per sufragar part de les seves despeses a través de la subscripció. Els noms dels subscriptors figuren a l'última pàgina de cada volum i reben un exemplar numerat i autografiat per l'autor. A més de la col·lecció principal de poesia, l'editorial va tenir la col·lecció "A Illa Verde", de preus populars (avui extinta), i la col·lecció "Opera Omnia", edicions molt curades dedicades a acollir les obras completes d'autors canònics.